# Orobanche aegyptiaca
Orobanche aegyptiaca là loài thực vật có hoa thuộc họ Cỏ chổi. Loài này được Pers. mô tả khoa học đầu tiên năm 1807.